# Южаков, Олег Михайлович
Олег Михайлович Южаков (род. 1965) — сотрудник советских и российских органов государственной безопасности, генерал-лейтенант.

## Биография
Олег Михайлович Южаков родился 10 марта 1965 года. После окончания средней школы поступил в Высшее пограничное военно-политическое училище Комитета государственной безопасности при Совете Министров СССР. В 1987 году окончил его, после чего вплоть до распада СССР служил в частях Восточного пограничного округа КГБ СССР.
С 1991 года — на оперативной работе в системе Министерства безопасности — Федеральной службы безопасности Российской Федерации, прошёл путь от оперуполномоченного до заместителя начальника Управления Федеральной службы безопасности Российской Федерации по Вологодской области. В 2000 году окончил Академию ФСБ. В октябре 2010 года был назначен начальником Управления ФСБ России по Республике Хакасии, а в июле 2012 года — начальником Управления ФСБ России по Белгородской области. В январе 2016 года возглавил Ростовское областное управление ФСБ.
С 2021 года — на службе в центральном аппарате Федеральной службы безопасности Российской Федерации.